# إحياء إغريقي

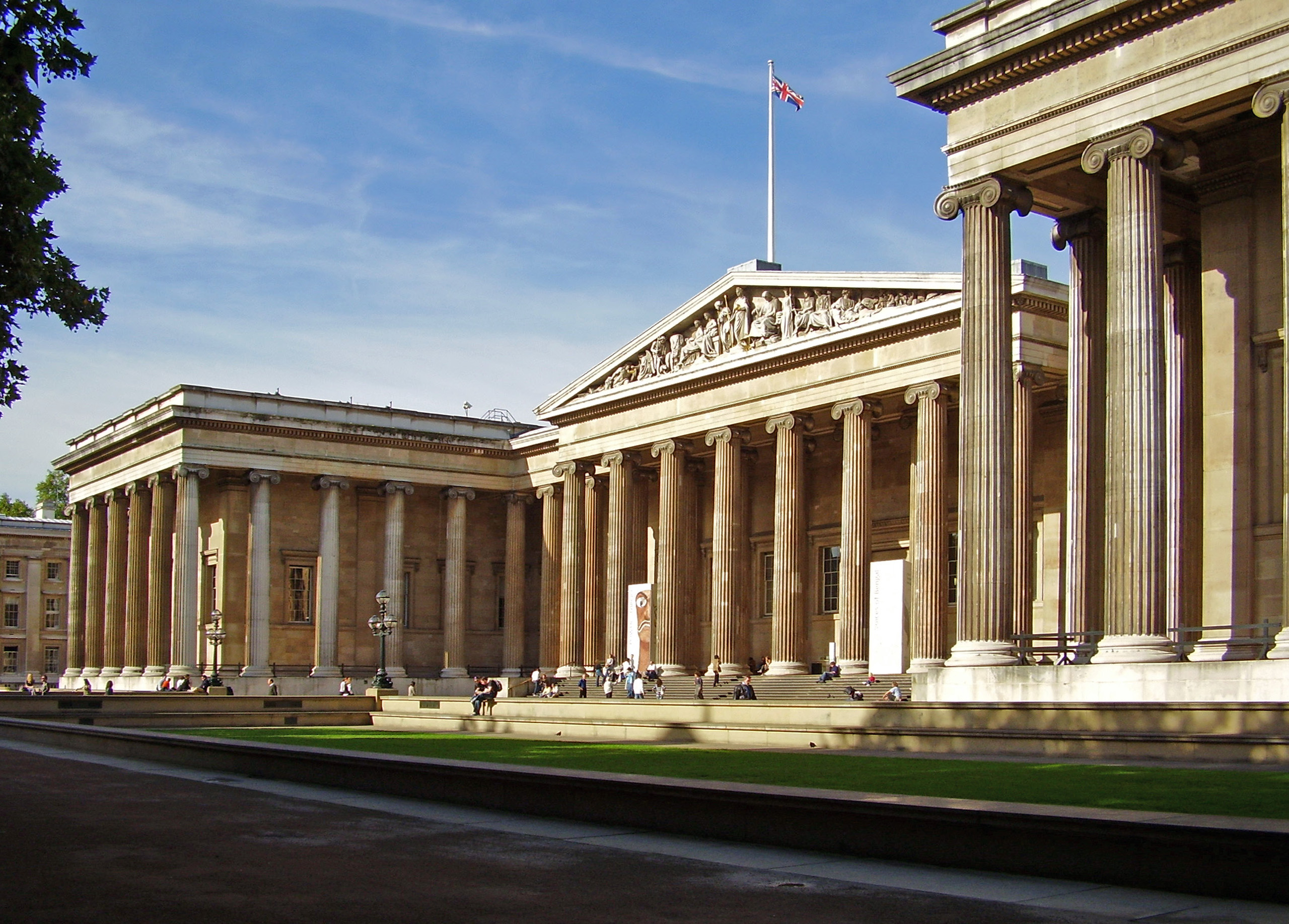
مبنى المتحف البريطاني، من أبرز الأمثلة على الإحياء الإغريقي.

الإحياء اليوناني هو حركة معمارية نشأت في أواخر القرن الثامن عشر وأوائل القرن التاسع عشر، في شمال أوروبا والولايات المتحدة غالبًا، وقد أعادت هذه الحركة إحياء طراز العمارة اليونانية القديمة، والمعبد اليوناني بالتحديد، بدرجات متفاوتة من الدقة والاتساق. نظرًا إلى أن الإحياء اليوناني إنتاج الفترة الهيلينية، يمكن النظر إليه على أنه المرحلة الأخيرة في تطور العمارة الكلاسيكية الجديدة، التي استمدت طويلًا من العمارة الرومانية بشكل رئيسي. استخدم هذا المصطلح لأول مرة من قبل تشارلز روبرت كوكريل في محاضرة ألقاها بصفته أستاذ عمارة في الأكاديمية الملكية للفنون، لندن في عام 1842.
مع إمكانية وصول جديدة إلى اليونان، أو مع بداية الكتب المُنتجة من قبل عدد قليل من الأشخاص الذين تمكنوا بالفعل من زيارة المواقع، درس علماء الآثار والمعماريون في تلك الفترة الأنظمة الدورية والإيونية. نُظر إلى الطراز في كل بلد وجد بها على أنه تعبير عن القومية المحلية والفضيلة المدنية، والتحرر من التفاصيل المتناثرة والعبثية التي اعتُقد أنها تميز عمارة فرنسا وإيطاليا، وهما دولتان لم يستحكم فيهما هذا الطراز أبدًا. كان هذا هو الحال بشكل خاص في بريطانيا، وألمانيا، والولايات المتحدة، حيث اعتُبر المصطلح خاليًا من الجمعيات الكنسية والأرستقراطية.
بلغ ذوق جميع الأشياء اليونانية في الأثاث والتصميم الداخلي -الذي يطلق عليه أحيانًا نيو جريك- ذروته مع بداية القرن التاسع عشر، عندما أثّرت تصاميم توماس هوب على عدد من الأنماط الزخرفية المتنوعة المعروفة ككلاسيكية جديدة، وإمبراطورية، وإمبراطورية روسية، وعمارة الريجنسي في بريطانيا. أخذت العمارة اليونانية الإحيائية مسارًا مختلفًا في عدد من البلدان، واستمرت حتى الحرب الأهلية في أمريكا (1860) حتى في وقت لاحق في اسكتلندا.

## إعادة اكتشاف اليونان
على الرغم من المكانة الكبيرة لليونان القديمة بين النخبة المتعلمة في أوروبا، كان هناك حد أدنى من المعرفة المباشرة لتلك الحضارة قبل منتصف القرن الثامن عشر. عُرفت آثار العصور اليونانية القديمة بشكل رئيسي من باوسانياس ومصادر أدبية أخرى. كانت زيارة اليونان العثمانية أمرًا صعبًا وخطيرًا قبل فترة الركود التي بدأت مع الحرب التركية العظمى. دُعي عدد قليل من الجولات السياحية الرفيعة إلى أثينا خلال النصف الأول من القرن الثامن عشر، ولم تقم أي منها بدراسة مهمة للآثار المعمارية.
استغرق بدء تحقيق أثري جاد حتى الحملة التي مولتها جمعية ديلتانتي عام 1751 من قبل جيمس ستيوارت ونيكولاس ريفيت. كانت استقصاءات ستيوارت وريفيت، التي نُشرت في عام 1762 (المجلد الأول) باسم آثار أثينا، إلى جانب استقصاء جوليان ديفيد لو روي أطلال أجمل آثار اليونان (1758) أول عمليات مسح دقيقة للعمارة اليونانية القديمة.
في الوقت نفسه، أثارت إعادة اكتشاف المعابد اليونانية الثلاثة، التي يمكن الوصول إليها بسهولة نسبياً في بيستوم في جنوب إيطاليا، اهتمامًا كبيرًا في جميع أنحاء أوروبا، ونُشرت المطبوعات التي كتبها بيرانيسي وغيره على نطاق واسع. أصبح الوصول إلى النسخ الأصلية في اليونان نفسها أسهل فقط بعد انتهاء حرب الاستقلال اليونانية عام 1832؛ إذ أحدثت مشاركة اللورد بايرون وموته خلال ذلك أهمية إضافية.

## بريطانيا
بعد رحلات نيكولاس ريفيت، وهو رجل نبيل ومهندس سوفولكي، وجيمس ستيوارت المعروف أكثر إلى اليونان في أوائل خمسينيات القرن التاسع عشر، أدى الفضول الفكري بسرعة إلى الرغبة في التنافس. كُلّف ستيوارت بعد عودته من اليونان من قبل جورج ليتلتون بإنتاج أول مبنى يوناني في إنجلترا، وهو معبد الحديقة في قاعة هاجلي (1758-1759). واجه عدد من المعماريين البريطانيين في النصف الثاني من القرن التحدي التعبيري للنمط الدوري من رعاتهم الأرستقراطيين، ضمنهم بنيامين هنري لاتروب (خاصّة في حديقة هاميروود وبيت أشداون)، والسير جون سوان، ولكنه بقي للحماس الخاص للخبراء حتى العقد الأول من القرن التاسع عشر. تُعتبر الكنيسة الريفية أيوت سانت لورانس في هيرتفوردشاير مثالًا مبكرًا للعمارة الدورية اليونانية (في واجهة المبنى)، ممزوجًا بتصميم داخلي بطراز بالادياني أكثر، وبنيت بتكليف من المالك اللورد ليونيل لايد عام 1775. اُخذت الأعمدة الدورية للكنيسة، بتفاصيلها الشبيهة ب «قشور مجعدة»، من رسومات لريفيت من معبد أبولو في جزيرة ديلوس السيكلادية، في مجموعة الكتب التي (مع ستيوارت في بعض الحالات) أنتجت، وممولة إلى حد كبير من خلال ارتباط خاص بجمعية ديليتانتي.

## ألمانيا وفرنسا
في ألمانيا، توجد العمارة الإحيائية اليونانية في الغالب في مركزين، برلين وميونيخ. في كلا الموقعين، كان الطراز الدوري طراز المحاكم أكثر من كونه حركة شعبية، ورعاه بشدة فريدريك ويليام الثاني من بروسيا، ولودفيغ الأول من بافاريا كتعبير عن رغباتهم في أن تصبح مواقعهم الخاصة عاصمة ألمانيا. كان أول مبنى يوناني هو بوابة براندنبورغ (1788-1791) من قبل كارل جوتهارد لانغهانز، المصممة على نمط البروبيل. بعد عشر سنوات من وفاة فريدريك العظيم، بدأت أكاديمية برلين مسابقة من أجل نصب تذكاري للملك من شأنه تعزيز «الأخلاق والوطنية».

## روسيا
كان الطراز جذابًا بشكل خاص في روسيا، في الغالب بسبب مشاركتهم الإيمان الأرثوذكسي الشرقي مع اليونانيين. أعيد بناء المركز التاريخي لسانت بطرسبرغ من قبل ألكسندر الأول من روسيا، مع العديد من المباني التي أعطت طراز الإحياء اليوناني أول ظهور روسي. تتميز بورصة سانت بطرسبرغ في جزيرة فاسيليفسكي بواجهة معبد بها 44 عمودًا دوريًا. تصميم كورينغي للمانيج «يحاكي معبد أثيني في القرن الخامس قبل الميلاد مع رواق من ثمانية أعمدة دورية بقوصرة ونقوش».
مثال آخر للطراز هو توسيع ليو فون كلينز للقصر الذي أصبح الآن متحف هيرميتاج.

## اليونان
بعد حرب الاستقلال اليونانية، شجعت الأيديولوجية القومية الرومانسية استخدام الطرز المعمارية اليونانية التاريخية بدلاً من الطرز العثمانية أو الأوروبية. اُستخدمت العمارة الكلاسيكية للمباني العامة العلمانية، وفُضّلت العمارة البيزنطية للكنائس.

## بقية أوروبا
كان النمط شائعًا بشكل عام في شمال أوروبا، لا في الجنوب (باستثناء اليونان نفسها)، على الأقل خلال الفترة الرئيسية. يمكن العثور على أمثلة في بولندا وليتوانيا وفنلندا، حيث يُلاحظ تجمع المباني اليونانية في وسط مدينة هلسنكي بشكل خاص. في الأطراف الثقافية لأوروبا، في المنطقة السويدية بغرب فنلندا، أُنتجت زخارف النهضة اليونانية كتصميم باروكي بحت، كما هو الحال في تصميم كنيسة أورافيز المصممة من قبل المعماري جايكوب ريجف في عام 1792. يتناقض النظام الدوري اليوناني المُخرج بالأسلوب غير المنتظم للبلاسترز، مع السقف الجملوني والقبة والمشكاة المكسوة بالصلصال بجرأة، والتي تمثل إلهامًا باروكيًا تقليديًا تامًا.
أحد أفضل أمثلة هذا الطراز في النمسا هو مبنى البرلمان الذي صممه ثيوفيل هانسن.